# Косівська сільська рада (Володарський район)
| Косівська сільська рада — колишній орган місцевого самоврядування у Володарському районі Київської області з адміністративним центром у с. Косівка. Історична дата утворення: в 1923 році. Водоймища на території, підпорядкованій даній раді: річки Рось, Коса. Сільській раді були підпорядковані населені пункти: - с. Косівка - с. Городище-Косівське |

## Склад ради
Рада складалася з 14 депутатів та голови.

### Керівний склад ради
| ПІБ                        | Основні відомості                                                         | Дата обрання | Дата звільнення |
| -------------------------- | ------------------------------------------------------------------------- | ------------ | --------------- |
| Мельник Віктор Миколайович | Сільський голова, 1965 року народження, освіта, безпартійний              | 26.03.2006   | 31.10.2010      |
| Козачук Віталій Васильович | Сільський голова, 1956 року народження, освіта вища, член Партії регіонів | 31.10.2010   |                 |

Примітка: таблиця складена за даними джерела